# Scoparia contempta
Scoparia contempta là một loài bướm đêm trong họ Crambidae.